# World Trade Center (Cidade do México)
Torre WTC
O World Trade Center  Cidade do México é um complexo de edifícios na Cidade do México, facilmente reconhecível pela Torre WTC, o terceiro maior prédio da capital mexicana. Além da torre de 207 metros de altura, o complexo também compreende um centro de convenções, um centro cultural, um shopping center e outros grandes estabelecimentos.

## História
O WTC México teve início como Hotel do México, um complexo que nunca foi utilizado segundo os planos e foi chamada várias vezes de "Elefante branco".  A construção do Hotel do México começou numa região da Cidade do México denominada Colonia Nápoles em 1966.
O projeto foi concluído com o Hotel, um centro cultural e outras instalações destinadas à cultura e ao setor de negócios. Todo o projeto ficou a cargo de Guillermo Rosell de La Lama, que o apresentou no 13º Congresso de Arquitetura de Munique.
Preparado para as Olimpíadas de 1968, os atrasos nos ajustes das obras fizeram com que o complexo não fosse utilizado como hotel durante os Jogos Olímpicos e toda a estrutura ficou inacabada durante anos.
Em meados da década de 1980, teve início um projeto de renovação do Hotel do México, transformando-o em um centro comercial. As obras de finalização da estrutura abandonada começaram em 1992. Em 1995, o complexo já remodelado e com uma nova função, foi inaugurado com o nome de World Trade Center of Mexico.